# James, John et Robert Wedderburn
Pour les articles homonymes, voir Wedderburn (homonymie).
James (1495-1553), John (1505-1556) et Robert Wedderburn (1510-1555) sont des réformistes et poètes écossais.

## Biographies
Les frères Wedderburn sont tous nés à Dundee du riche marchand James Wedderburn et de son épouse Janet Barrie. Les trois frères ont étudié à l'université de St Andrews.

### James
James Wedderburn, qui a rejoint l'université en 1514, s'est destiné pour un temps au commerce. Après un voyage en France, il retourna à Dundee en 1514 pour y recevoir l'enseignement de l'église réformée auprès de Frère Hewat, un moine dominicain.
James Wedderburn a écrit une pièce intitulée The Beheading of Johne the Baptist (La décapitation de Jean le Baptiste) et une autre nommée  The Historie of Dionysius the Tyrant (L'histoire de Denys le Tyran), qui est une satire morale des abus de l'Église. Ces deux pièces furent représentées pour la première fois en 1540 à Dundee. Calderwood attribue une troisième pièce à James, mais aucune d'entre elles n'existe aujourd'hui en entier.
Accusé d'hérésie pour avoir contrefait l'apparition d'un fantôme, James Wedderburn s'est échappé en France pour s'établir comme marchand à Rouen (ou Dieppe, selon les sources) où il a vécu paisiblement jusqu'à sa mort en 1553, malgré les tentatives de poursuites qui furent établies contre lui.

### John
John Wedderburn, diplômé de Saint-Andrews en 1528, est entré dans les ordres ; il semble avoir été le chapelain de St.-Matthews à Dundee. 
En mars 1539, il fut accusé d'hérésie pour avoir, avec ses frères, écrit des ballades contre l'Église d'alors. John s'est ainsi échappé à Wittenberg où, avec ses compatriotes, il a reçu l'enseignement des réformistes allemands. C'est là qu'il a appris les hymnes luthériens qu'il a transcrits à son retour en Écosse. La mort de Jacques V d'Écosse, et les tendances réformistes du régent, le comte d'Arran, avait en effet encouragé de nombreux exilés à revenir en Écosse.
John est probablement l'auteur de la majorité du recueil d'hymnes religieux Compendious Book of Psalms and Spiritual Songs ; nombre des textes sont en effet traduits de l'allemand. Le grand impact de cet ouvrage, ainsi que de son appendice Gude and Godlie Ballatis, sur la Réforme écossaise est attesté par la répression exercée sur les auteurs et imprimeurs de ces livres. En raison de ces poursuites, John Wedderburn fut contraint de fuir Dundee pour l'Angleterre en 1546. John Johnston, dans son Coronis martyrum, affirme que John est mort en exil dix ans plus tard, en 1556.

### Robert
Robert Wedderburn, diplômé du Saint Leonard's College de l'université de St Andrews en 1530, a été ordonné prêtre et a succédé à son oncle John Barry comme vicaire de Dundee. Toutefois, avant son entrée en fonctions, lui aussi fut soupçonné d'hérésie et contraint à l'exil, d'abord en France, puis en Allemagne.
De retour en Écosse en 1546, il semble avoir été véritablement vicaire de Dundee à partir de 1552. Ses fils naturels furent légitimés en janvier 1553.

## Travaux
La plus ancienne édition connue de The Gude and Godie Ballatis (dont une épreuve unique s'intitule Ane Compendious Bulk of Godie and Spirituall Songs) remonte à 1567, bien que le contenu fut probablement publié en feuillets durant la vie de John Wedderburn. Il s'agit d'un calendrier et d'un almanach, mais aussi d'un catéchisme et d'un recueil d'hymnes religieux, pour la plupart des versions métriques des psaumes traduites de l'allemand, ainsi qu'une collection de ballades et de poèmes satiriques s'attaquant à l'Église catholique romaine et à son clergé. Nombre de ces ballades sont adaptées de chansons séculières de l'époque. Des éditions plus tardives ont été retrouvées, principalement celle de John Ross (1578), de Robert Smith (1600) et celle d'Andro Hart (1621). Des sélections de textes furent publiées par Lord Hailes en 1765 et par Sibbald en 1802, mais il fallut attendre 1801 pour voir le texte de 1621 entièrement réédité, par Sir J. G. Dalyell dans son Scottish Poems of the Sixteenth Century. Le volume de 1578, lui, attendit encore 1868 pour renaître à l'identique, grâce à David Laing. Et en 1897, le Professeur A. F. Mitchell a réimprimé une version expurgée de la version de 1567 pour la Scottish Text Society.
The Complaynt of Scotland, un ouvrage similaire au Compendious Buik, appelé autrefois Vedderburn's Complaynt a souvent été attribué à Robert Wedderburn. Toutefois, les vues religieuses qui y sont exprimées rendent cette paternité littéraire peu probable.